# أمانة الطائف
تعمل أمانة الطائف على القيام بجميع الأعمال المتعلقة بتنظيم المنطقة وإصلاحها وتجميلها والمحافظة على الصحة والراحة والسلامة العامة. بلدية الطائف تعتبر من اقدم الأجهزة الحكومية في الطائف، بل من اقدم البلديات التي ظهرت في مدن المملكة العربية السعودية.

## الأهداف الأستراتيجية
بدأت أمانة الطائف في مباشرة المهام الموكلة إليها في اطار محدد في اعقاب صدور الأمر الملكي رقم 5/م في 21/2/1397 هــ الذي حدد صلاحيات واختصاص البلديات علي أساس إن البلدية شخصية اعتبارية ذات استقلال مالي وإداري وأن تمارس المهام الموكلة إليها دون الإخلال بما تقتضي بيئة الأنظمة من اختصاص عام لبعض الإدارات والمصالح، وتحددت مهام البلدية في الأتي:-
- تنظيم وتنسيق الأمانة وفق مخطط تنظيمي مصدق من الجهات المختصة.
- الترخيص لإقامة المنشات والأبنية وجميع التقديرات العامة والخاصة ومراقبيها.
- المحافظة علي مظهر ونظافة الأمانة وإنشاء الحدائق والساحات والمنتزهات وأماكن السياحة العامة وتنظيمها وإدارتها بطريق مباشر أو غير مباشر ومراقبتها.
- وقاية الصحة العامة وردم البرك والمستنقعات ودرء السيول وإنشاء أسوار من الأشجار حول المدينة لحمايتها من الرمال.
- مراقبة المواد الغذائية والاستهلاكية ومراقبة أسعار الخدمات العامة ومراقبة الموازين والمكاييل والمقاييس للاشتراك مع الجهات المختصة ووضع الإشارة (الدمغة) عليها سنويا.
- إنشاء المسالخ وتنظيمها.
- إنشاء الأسواق وتحديد مراكز البيع.
- التراخيص بمزاوله الحرف والمهن وفتح المحلات العامة ومراقبتها صحيا وفنيا.
- المحافظة علي الراحة والسلامة بصورة خاصة واتخاذ الإجراءات اللازمة للاشتراك مع الجهات المعنية لدرء وقوع الحرائق وإطفائها وهدم الأبنية الآيلة للسقوط أو الجزار المتداعية منها وإنشاء الملاجئ العامة.
- .تحديد مواقف الباعة المتجولين والسيارات والعربات بالاتفاق مع الجهات المختصة.
- تنظيم النقل الداخلي وتحديد أجوره بالاتفاق مع الجهات المختصة.
- نزع ملكية العقارات للمنفعة العامة.
- تحديد واستيفاء رسوم العوائد البلدية والغرامات والجزاءات التي توقع علي لأنظمتها.
- الإشراف علي انتحاب وترشيح رؤساء الحرف والمهن ومراقبة أعمالهم وحل الخلاف الذي يحدث بينهم.
- حماية الأبنية الأثرية بالتعاون مع الجهات المختصة.
- تشجيع النشاط الثقافي والرياضي والاجتماعي والمساهمة فيه بالتعاون مع الجهات المعنية.
- التعاون مع الجهات المختصة لمنع التسول والتشرد وإنشاء الملاجئ ودور العجزة والأيتام والمعتوهين وذوي العاهات وأمثالهم
- إنشاء المقابر والمغاسل وتسويرها وتنظيمها ودفن الموتي.
- تلافي أضرار الحيوانات السائدة والكاسرة والرفق بالحيوان.
- منع وإزالة التعدي علي أملاكها الخاصة والأملاك العامة الخاضعة لسلطتها.

وقد كانت أمانة الطائف حتي عام 1400 هـ مرتبطة بمديرية الشئون البلدية والقروية في المنطقة الغربية، وقد فصلت عن المديرية وربطت مباشرة بوزارة الشئون البلدية والقروية.

## روابط خارجية
- أمانة الطائف (الموقع الرسمي).